# Седорус (Іллінойс)
Седорус (англ. Sadorus) — селище (англ. village) в США, в окрузі Шампейн штату Іллінойс. Населення — 402 особи (2020).

## Географія
Седорус розташований за координатами 39°58′1″ пн. ш. 88°20′43″ зх. д. / 39.96694° пн. ш. 88.34528° зх. д. (39.966891, -88.345145).  За даними Бюро перепису населення США в 2010 році селище мало площу 2,66 км², уся площа — суходіл.

## Демографія
Згідно з переписом 2010 року, у селищі мешкало 416 осіб у 173 домогосподарствах у складі 119 родин. Густота населення становила 156 осіб/км².  Було 182 помешкання (68/км²).
Расовий склад населення:
| - 96,4 % — білих - 1,0 % — чорних або афроамериканців |

До двох чи більше рас належало 2,6 %. Частка іспаномовних становила 1,0 % від усіх жителів.
За віковим діапазоном населення розподілялося таким чином: 20,2 % — особи молодші 18 років, 66,3 % — особи у віці 18—64 років, 13,5 % — особи у віці 65 років та старші. Медіана віку мешканця становила 42,3 року. На 100 осіб жіночої статі у селищі припадало 108,0 чоловіків;  на 100 жінок у віці від 18 років та старших — 112,8 чоловіків також старших 18 років.
Середній дохід на одне домашнє господарство  становив 62 133 долари США (медіана — 58 750), а середній дохід на одну сім'ю — 71 001 долар (медіана — 66 563). Медіана доходів становила 47 500 доларів для чоловіків та 31 406 доларів для жінок. За межею бідності перебувало 10,8 % осіб, у тому числі 14,3 % дітей у віці до 18 років та 6,0 % осіб у віці 65 років та старших.
Цивільне працевлаштоване населення становило 199 осіб. Основні галузі зайнятості: освіта, охорона здоров'я та соціальна допомога — 21,1 %, будівництво — 13,1 %, виробництво — 12,1 %.